# Wernersville
Wernersville es un borough ubicado en el condado de Berks en el estado estadounidense de Pensilvania. En el año 2000 tenía una población de 2.150 habitantes y una densidad poblacional de 1,038.7 personas por km².

## Geografía
Wernersville se encuentra ubicado en las coordenadas 40°19′48″N 76°04′51″O / 40.33000, -76.08083.

## Demografía
Según la Oficina del Censo en 2000 los ingresos medios por hogar en la localidad eran de $45,605 y los ingresos medios por familia eran $54,103. Los hombres tenían unos ingresos medios de $37,917 frente a los $25,192 para las mujeres. La renta per cápita para la localidad era de $21,858. Alrededor del 4.4% de la población estaba por debajo del umbral de pobreza.